# Оксфордшър
Оксфордшър или Оксфордшир (на английски: Oxfordshire) е историческо, административно неметрополно и церемониално графство в регион Югоизточна Англия. В състава му влизат пет общини на обща площ от 2605 km². Населението на графството към 2010 година е 648 700 жители. Административен център е град Оксфорд.
Церемониалното (географско) графство съвпада по територия с административното. Историческото графство е по-малко от административното – неговите южни части са част от историческото графство Бъркшър.
Освен Оксфорд с културно-историческото си наследство, сред възловите забележителности в областта са дворецът Бленъм, който е обект от списъка на световното културно наследство под егидата на ЮНЕСКО и праисторическата фигура „Уфингтънски Бял Кон“, вписана по билото на едноименен хълм в общината Вейл оф Уайт Хорс, също кръстена на нея.

## География
Графство Оксфордшър е разположено в средната южна част на Англия. По статистическо разпределение попада в регион Югоизточна Англия. На север са разположени областите Уоруикшър и Нортхамптъншър. На изток се намира графство Бъкингамшър. На юг е разположено графство Бъркшър, а в западна и югозападна посока са съответно Глостършър и Уилтшър.
Четири от петте административни общини в графството обхващат сравнително равни площи с предимно провинциален характер. Петата община е сам по себе си най-големият град в графството – Оксфорд, разположен в центъра на областта.
През територията на Оксфордшър, в посока от запад към югоизток, преминава горното течение на река Темза, една от най-големите и важни реки във Великобритания. Най-високата точка в областта е „Уайт Хорс Хил“ на 261 метра над морското равнище.
В посока югоизток-северозапад, диагонално през графството преминава Автомагистрала М40, свързвайки Оксфорд със столицата Лондон на югоизток и агломерацията на Бирмингам на северозапад.

## Демография
Изменение на населението на графството за период от три десетилетия 1981 – 2010 година:
| година    | 1981    | 1991    | 2001    | 2010    |
| --------- | ------- | ------- | ------- | ------- |
| население | 541 800 | 576 100 | 607 300 | 648 700 |

Разпределение на населението по общини:
| Община             | Площ km2 | Население (2010) | Гъстота (жители/km2) |
| ------------------ | -------- | ---------------- | -------------------- |
| Оксфорд            | 45.59    | 153 700          | 3371                 |
| Черуел             | 588.80   | 140 400          | 238                  |
| Южен Оксфордшър    | 677.61   | 131 000          | 193                  |
| Вейл оф Уайт Хорс  | 578.60   | 119 800          | 207                  |
| Западен Оксфордшър | 714.40   | 103 800          | 145                  |
| Общо               | 2605     | 648 700          | 249                  |

### Административно деление
| Област (графство) | Община             | Община | Главен град     | Други градове и по-големи села                       |
| ----------------- | ------------------ | ------ | --------------- | ---------------------------------------------------- |
| Оксфордшър        | Оксфорд            |        | Оксфорд         |                                                      |
| Оксфордшър        | Черуел             |        | Банбъри         | Бистър, Кидлингтън                                   |
| Оксфордшър        | Южен Оксфордшър    |        | Кроумарш Гифорд | Дидкот, Хенли на Темза, Тейм, Уолингфорд, Уотлингтън |
| Оксфордшър        | Вейл оф Уайт Хорс  |        | Абингдън        | Фарингдън, Уонтейдж                                  |
| Оксфордшър        | Западен Оксфордшър |        | Уитни           | Удсток, Бърфорд, Чипинг Нортън, Чарлбъри             |